# Grgetek
Grgetek (izvirno srbsko Гргетег) je naselje v Srbiji, ki upravno spada pod Občino Irig; slednja pa je del Sremskega upravnega okraja.

## Demografija
V naselju živi 76 polnoletnih prebivalcev, pri čemer je njihova povprečna starost 49,4 let (45,5 pri moških in 53,2 pri ženskah). Naselje ima 25 gospodinjstev, pri čemer je povprečno število članov na gospodinjstvo 2,80.
To naselje je popolnoma srbsko (glede na rezultate popisa iz leta 2002).
|  |

| Demografija | Demografija     | Demografija     |
| Leto        | Št. prebivalcev | Št. prebivalcev |
| ----------- | --------------- | --------------- |
|             |                 |                 |
|             |                 |                 |
|             |                 |                 |
|             |                 |                 |
| 1948        | 107             |                 |
| 1953        | 115             |                 |
| 1961        | 136             |                 |
| 1971        | 126             |                 |
| 1981        | 78              |                 |
| 1991        | 73              | 73              |
| 2002        | 85              | 85              |
|             |                 |                 |

| Etnična sestava po popisu iz leta 2002 | Etnična sestava po popisu iz leta 2002 | Etnična sestava po popisu iz leta 2002 | Etnična sestava po popisu iz leta 2002 | Etnična sestava po popisu iz leta 2002 |
| -------------------------------------- | -------------------------------------- | -------------------------------------- | -------------------------------------- | -------------------------------------- |
| Srbi                                   | Srbi                                   |                                        | 85                                     | 100,0%                                 |
| Neznano                                | Neznano                                |                                        | 0                                      | 0,0%                                   |